# پلزنت ولی (آلاسکا)
پلزنت ولی (به انگلیسی: Pleasant Valley) شهری در بخش فیربنکس نورث استار ایالت آلاسکا است که جمعیت آن در سرشماری سال ۲۰۰۰ میلادی ۶۲۳ نفر بوده‌است.